# Funk styles
I Funk styles detti anche funk dance (in italiano "Danza funk" o "Danze funk") si riferisce a diversi stili di danza principalmente realizzate su musica funk.
Più specificatamente il termine viene utilizzato per indicare un gruppo di stili di danze di strada nate in California durante gli anni 1970, principalmente locking, popping e altri stili correlati a questi. Nonostante molti di questi specifici stili di danza siano stati incorporati all'interno della cultura hip hop e si vedano spesso danzati con sottofondo di musica hip hop ed elettronica, originariamente e ancora oggi comunemente venivano danzati su musica funk. Una delle ragioni dell'origine del termine funk styles fu quella di dare una propria identità a questi stili di ballo, cercando di impedire quello che poi in parte è avvenuto ugualmente, ovvero l'assorbimento e la conseguente associazione all'hip hop ed alle Danze hip hop come la break dance.